# Peter Frølich

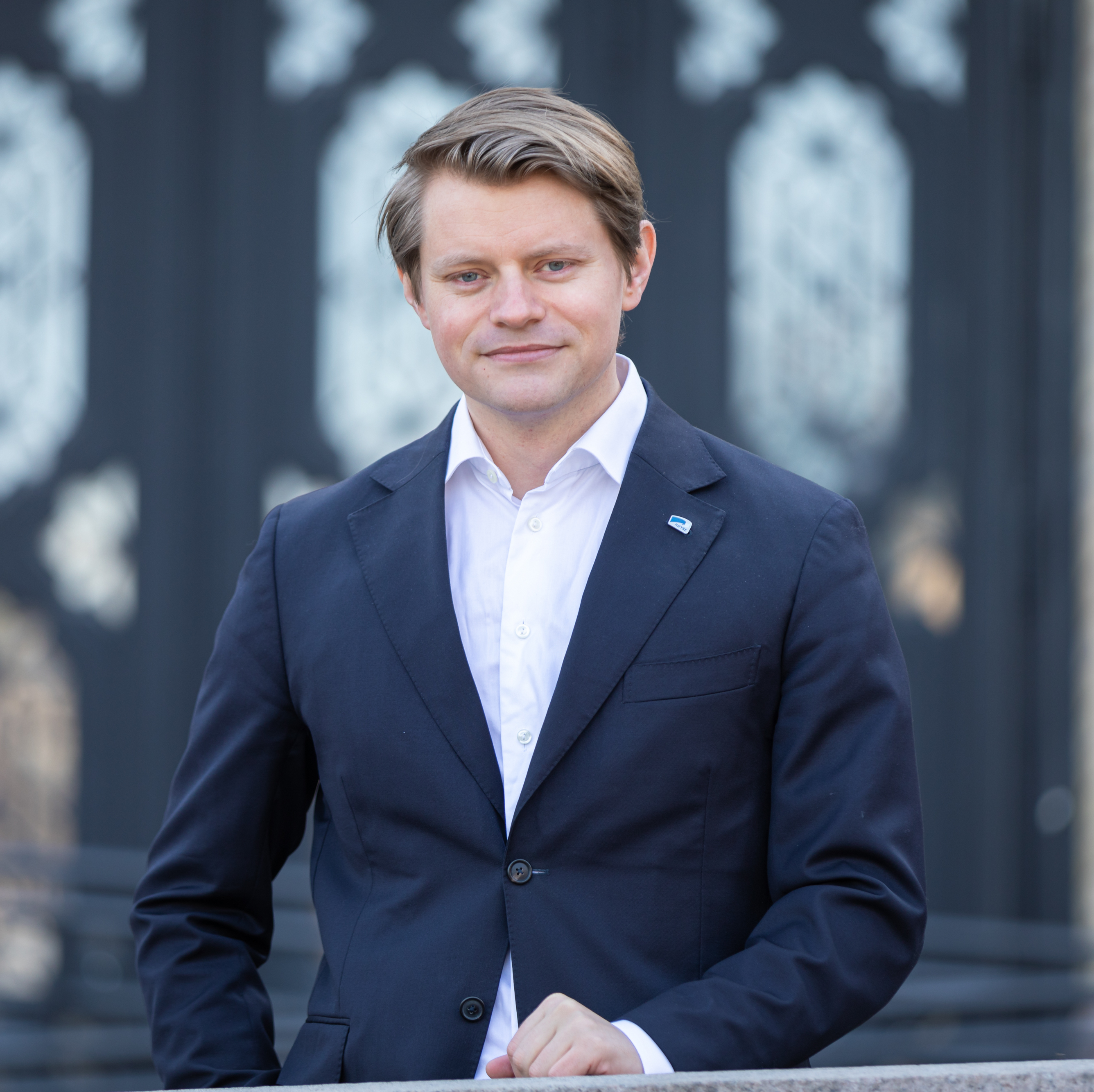
Peter Frølich, 2021

Peter Christian Frølich (* 17. September 1987 in Bergen) ist ein norwegischer Politiker der konservativen Partei Høyre. Seit 2013 ist er Abgeordneter im Storting.

## Leben
Zwischen 2003 und 2006 war Frølich Schüler des Bergener Handelsgymnasium. Danach besuchte er bis 2007 die Militärpolizeischule des norwegischen Militärs. In den Jahren 2007 bis 2012 studierte er schließlich Rechtswissenschaft an der Universität Bergen. Neben dem Studium arbeitete er von 2007 bis 2012 in Teilzeit beim norwegischen Militär. In dieser Zeit war Frølich zudem in der Jugendorganisation Unge Høyre engagiert. So stand er von 2010 bis 2012 der Parteijugend in Bergen vor. Bei der Kommunalwahl 2011 zog er in den Stadtrat von Bergen ein, wo bis 2013 als Fraktionsvorsitzender der Høyre-Gruppierung fungierte. Im Jahr 2013 begann er als Anwalt zu arbeiten.
Frølich zog bei der Parlamentswahl 2013 erstmals in das norwegische Nationalparlament Storting ein. Dort vertritt er den Wahlkreis Hordaland und er wurde Mitglied im Justizausschuss. Im Anschluss an die Wahl 2017 wurde er dort der zweite stellvertretende Vorsitzende. Nach der Stortingswahl 2021 wurde Frølich der Vorsitzende des Kontroll- und Verfassungsausschusses.